# Repušnica (Knjaževac)
Pour les articles homonymes, voir Repušnica.
Repušnica (en serbe cyrillique : Репушница) est un village de Serbie situé dans la municipalité de Knjaževac, district de Zaječar. Au recensement de 2011, il ne comptait aucun habitant.

## Démographie
| 1948 | 1953 | 1961 | 1971 | 1981 | 1991 | 2002 | 2011 |
| ---- | ---- | ---- | ---- | ---- | ---- | ---- | ---- |
| 369  | 333  | 297  | 149  | 12   | 6    | 0    | 0    |

|  |